# جون غوردون لوريمر
جون غوردون لوريمر المعروف اختصارا ج.ج. لوريمر (بالإنجليزية: John Gordon Lorimer (J.G. Lorimer))، (1914-1870)، موظف بريطاني في حكومة بريطانيا في الهند زمن الاستعمار، يعد لوريمر أبرز المؤرخين والجغرافيين الذين وصفوا منطقة الخليج العربي في بداية القرن العشرين، والدليل الذي أعده «دليل الخليج» هو في أصله تقارير أعدها للحكومة البريطانية في الهند، وكان هو واحداً من موظفيها، وكان الهدف من إعداد الدليل هو توفير مرجع لموظفي المستعمر في تعاملهم مع وجهاء وأعيان وأفراد الإمارات العربية على سواحل الخليج والقبائل العربية في الجزيرة العربية على وجه الخصوص. والدليل هو في شكل موسوعة من أجزاء متعددة تتناول الحياة الاجتماعية والاقتصادية للسكان ووصفاً للمنطقة وقبائلها وإماراتها ومشيخاتها وإحصائيات متنوعة.

## السيرة الذاتية
ولد جون جوردن لوريمر في مدينة كلاسكو الشمالية البريطانية في 14 - 6 - 1870 م، وتخرج من جامعة ادنبرة سنة 1889 م، حيث خدم في كنيسة المسيح المتواجدة في مدينة اكسفورد لمدة عام، وفي سنة 1891 م تولى منصب المساعد الأول للمندوب السامي البريطاني في ولاية البنجاب الهندية، وبسبب كفائته الدبلوماسية والسياسية العالية نقل إلى مقاطعة سيملا عند سفوح جبال الهملايا، ليتولى الشؤون الخارجية لحكومة الهند البريطانية آنذاك، تزوج سنة 1875 من السيدة ماريان اغنيس، وفي سنة 1909 م أصبح المندوب السامي للتاج البريطاني لدى الإقليم العربية التابعة للباب العالي العثماني، ثم تولى منصب القنصل العام في بغداد سنة 1911 م، ومن أهم مؤلفاته بالإضافة لكتاب دليل الخليج المترجم والصادر سنة 1967 من ديوان حاكم قطر، كتاب القانون العرفي والمدني لدى مجتمعات شعب البشتو الأفغاني – البكستاني عن دار براكس 1899 م، وكتاب قواعد اللغة البيشتونية ومفرداتها الصادة عن جامعة ادنبرة سنة 1902 م، في حين انه توفي بتاريخ 9 - 2 -1914 م في مدينة بوشهر الفارسية اثر حادث عارض.

## وفاته

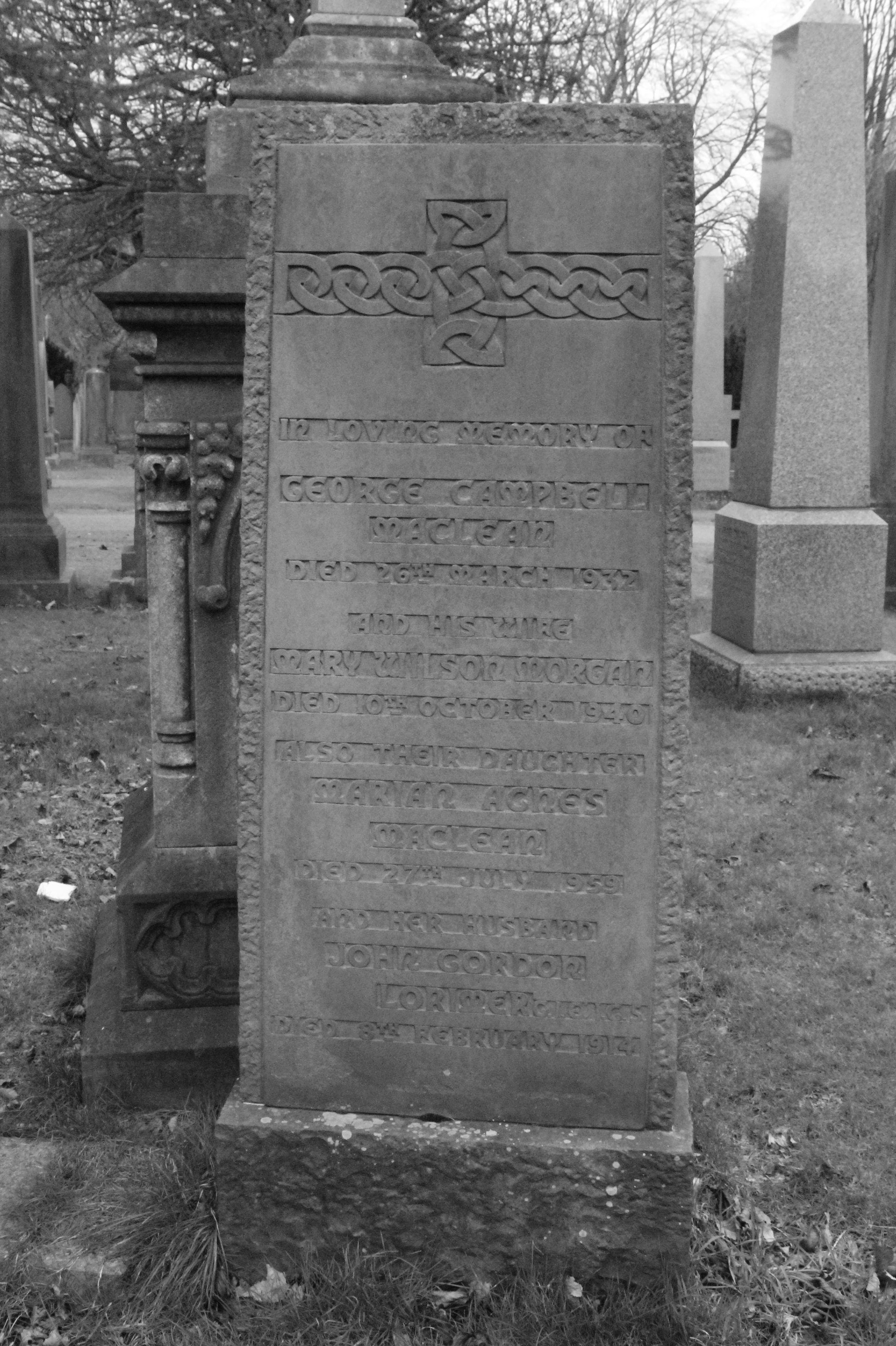
نصب تذكاري لجون جوردون لوريمر وزوجته مقبرة دين

في 8 فبراير 1914، أثناء عمله كمقيم سياسي بريطاني في بوشهر ، تم العثور على لوريمر ميتًا متأثرًا بجراحه التي أصابته بطلق ناري في البطن عن عمر يناهز 43 عامًا. وذكر تقرير معاصر أنه كان يفحص مسدسه الخاص بعد إفراغه، ويبدو أنه أغفل رصاصة موجودة. واخترقت الرصاصة الأوعية الدموية الرئيسية، مما أدى إلى فقدان الوعي والوفاة. أقيمت جنازته في اليوم التالي ودُفن في مقبرة إدارة التلغراف الهندية الأوروبية. تم إحياء ذكراه مع إخوته في مقبرة واريستون في إدنبرة وعلى قبر زوجته في مقبرة دين.
تم الحداد على وفاته في منطقة الخليج العربي، وخاصة في البحرين حيث تم إغلاق الوكالة البريطانية كدليل على الاحترام في اليوم التالي. وتوجه النبلاء البحرينيون والتجار والأجانب على حد سواء إلى الوكالة لتقديم التعازي. وفي عرض عزاء، أمر حاكم البحرين، عيسى بن علي آل خليفة، بتنكيس الأعلام في مقر إقامته وفي مركز الجمارك، بينما سافر ابنه عبد الله إلى الوكالة لتقديم العزاء.

## عائلته
هو الأخ الأكبر لديفيد لوكهارت روبرتسون لوريمر، وهيلدا لوكهارت لوريمر، وستة أشقاء آخرين.